# Баранниково (Волгоградская область)
Баранниково — село в Руднянском районе Волгоградской области, в составе Осичковского сельского поселения.
Население — 175 (2010)

## История
В Историко-географическом словаре Саратовской губернии, составленном в 1898—1902 годах, значится как деревня Руднянской волости Камышинского уезда Саратовской губернии. Селение образовано в 1780-х годах крестьянами, переселёнными из слободы Успенской помещиком Нарышкиным, которому они принадлежали. Жители — малоросы, православные, бывшие крепостные крестьяне князей Четвертинских. В 1894 году открыта школа

С 1928 года — в составе Руднянского района Камышинского округа (округ упразднён в 1930 году) Нижне-Волжского края. С 1935 года в составе Лемешкинского района Сталинградского края (с 1936 года — Сталинградской области, с 1954 по 1957 год — район в составе Балашовской области). В 1959 году в связи с упразднением Лемешкинского района вновь передано в состав Руднянского района

## Физико-географическая характеристика
Село находится в степной местности, в пределах Хопёрско-Бузулукской равнины, являющейся южным окончанием Окско-Донской низменности, являющейся частью Восточно-Европейской равнины, на левом берегу реки Щелкан. Не доходя до села река Щелкан течет с севера на юг, перед селом поворачивает налево и круто описав дугу в 3/4 круга, у села Подкуйково также круто поворачивает на юго-запад. Рельеф местности равнинный. Высота центра населённого пункта — около 115 метров над уровнем моря. К востоку от села высота местности постепенно повышается. Почвы — чернозёмы южные.
По автомобильным дорогам расстояние до областного центра города Волгограда составляет 320 км, до районного центра посёлка Рудня — 14 км, до административного центра сельского поселения села Осички — 18 км. Примерно в 1,3 км по прямой на противоположном берегу реки Щелкан расположен ближайший населённый пункт село Подкуйково.
Часовой пояс
28 октября вся Волгоградская область и село Баранниково перешли на время GMT +3 

## Население
Динамика численности населения
| 1862 | 1886 | 1894 | 1897 | 1911 | 1987 | 2002 | 2018 |
| ---- | ---- | ---- | ---- | ---- | ---- | ---- | ---- |
| 720  | 968  | 1188 | 1045 | 1365 | ≈170 | 200  | ≈90  |

| 2010 |
| ---- |
| 175  |